# Herbie Fields
Herbie Fields (24. května 1919 Asbury Park, New Jersey, USA – 17. září 1958 Miami, Florida, USA) byl americký jazzový a swingový altsaxofonista a klarinetista. V letech 1936–1938 studoval na prestižní newyorské škole Juilliard School of Music; v letech 1941–1943 sloužil v americké armádě. Roku 1944 začal nahrávat pro vydavatelství Signature Records a o rok později pak pro Savoy. Později vystřídal Earla Bostica v kapele Lionela Hamptona. Zemřel na předávkování prášky na spaní ve věku devětatřiceti let.